# U 287
U 287 war ein deutsches U-Boot vom Typ VII C der ehemaligen deutschen Kriegsmarine. Es war lange Zeit ausschließlich Ausbildungs- und Versuchs-U-Boot und diente erst ab März 1945 als Frontboot im Atlantik. Auf seiner einzigen Unternehmung konnte es keine Schiffe versenken oder beschädigen und wurde am 16. Mai 1945 in der Elbmündung vor Cuxhaven ohne Verlust an Menschenleben selbstversenkt, also mehrere Tage nach Kriegsende. Viele Jahre lang galt ein Minentreffer als Ursache des Verlusts, in dessen Folge angeblich nur vier Mann überlebten, doch ergaben Interviews mit tatsächlich noch lebenden Besatzungsmitgliedern in den 1990er Jahren, dass U 287 selbstversenkt und die Legende über den Minentreffer erdacht wurde, womit der Kommandant Heinrich Meyer eine Auslieferung des U-Bootes an die Alliierten vermied. So gingen nur der Kommandant und drei weitere Offiziere als angeblich einzige Überlebende in britische Gefangenschaft.

## Geschichte

### Bau und Indienststellung
Der Bauauftrag ging am 5. Juni 1941 an die Vegesacker Werft. Die Kiellegung erfolgte am 8. August 1942; der Stapellauf am 13. August 1943. U 287 war als Baunummer 052 Teil einer Bauserie mit den Booten U 280 bis U 291. In Dienst gestellt wurde das Boot am 22. September 1943 unter dem Kommando von Lt. z. S. Heinrich Meyer. Es trug die Feldpostnummer 20576.
Der einzige Kommandant des Bootes war Oblt. z. S. Heinrich Meyer, ehemaliger Wachoffizier unter Oskar Kusch auf U 154. Er kommandierte das Boot vom 22. September 1943 bis zum 16. Mai 1945.

### Zeit als Ausbildungsboot
Zuerst war es Ausbildungsboot (22. September 1943 – 28. Februar 1945) bei der 24. U-Flottille in Danzig.

### Erste und letzte Feindfahrt
In Danzig diente es offiziell als Frontboot bis zur Kapitulation am 8. Mai 1945.
Dann wurde es am 1. März 1945 der 31. U-Flottille in Hamburg unterstellt.
- 15. April–16. Mai 1945 – Unter Oberleutnant zur See Heinrich Meyer
- 15. April 1945 aus Kiel ausgelaufen
- 20. April 1945 in Horten eingelaufen
- 26. April 1945 aus Horten ausgelaufen
- 27. April 1945 in Kristiansand eingelaufen
- 29. April 1945 aus Kristiansand ausgelaufen
- Operationsgebiet: Östlich der Orkneys
- 16. Mai 1945 Verlust des Bootes in der Elbmündung, bei der Altenbruch-Reede versenkt.

Eine Woche nach Kriegsende kehrte U 287 erfolglos von seiner ersten Feindfahrt heim. Es hatte zuvor zwei Wochen lang östlich der Orkneyinseln gekreuzt. Wie für viele andere der im Frühjahr 1945 eingesetzten U-Boote war auch für U 287 die erste Fahrt gleichzeitig seine letzte, wenn auch mit einem „guten“ Ende.

### Untergang
In der Elbmündung vor Cuxhaven erfuhr Kommandant Heinrich Meyer, dass der Krieg vorbei war. Die Offiziere beschlossen, die Mannschaften mit Schlauchbooten an Land abzusetzen und das Boot zu versenken. Am Mittwoch, dem 16. Mai 1945, wurde U 287 von Heinrich Meyer, dem Leitenden Ingenieur Rainer Kersten und dem 2. Wachoffizier bei Altenbruch selbstversenkt, womit die Offiziere eine Auslieferung des U-Bootes an die Alliierten vermieden. 36 Mann der Besatzung gingen bei Altenbruch (Niedersachsen) an Land und acht Mann bei Glückstadt (Schleswig-Holstein). Von letzteren stellten sich vier Mann den Briten und gaben an, das U-Boot sei durch eine Seemine gesunken und sie seien die einzigen vier Überlebenden, wodurch sie die nach den Kapitulationsbestimmungen verbotene Zerstörung des U-Bootes vertuschen konnten. So gingen nur die vier Offiziere in britische Gefangenschaft. Die Legende war lange Jahre sowohl bei der Royal Navy als auch in Deutschland die offizielle Erklärung für den Verlust des U-Bootes.
In einem Bericht heißt es:

„Nach Absetzen der Besatzung mit Schlauchbooten am rechtsseitigen Elbufer sind der Kommandant Oberleutnant zur See Heinrich Meyer, der Leitende Ingenieur und der II. Wachoffizier mit U 287 weitergefahren und haben das Boot vor Schelenkuhlen versenkt. Es gab keine Toten.“

Ein Besatzungsmitglied von U 287 und späterer Offizier bei der Bundesmarine, Gerhard Koop, wurde Autor verschiedener Sachbücher über Schiffstechnik und den Zweiten Weltkrieg.
Über den Verbleib des Wracks waren bis November 2005 keine Angaben zu finden.